# L'Homme sans frontière
Pour plus de détails, voir Fiche technique et Distribution.
L'Homme sans frontière (The Hired Hand) est un western américain réalisé par Peter Fonda, sorti en 1971.

## Synopsis
Après seulement un an de mariage, Harry part sur la route avec Arch pour sept ans. Lassé de cette vie d'errance, il revient à la maison. Mais son épouse Hannah ne l'accueille pas à bras ouverts : elle lui fait subir un long noviciat. Quand enfin les choses semblent se remettre en place, Arch s'en va délicatement. Mais il est rattrapé par leur passé violent, et Harry vient à son secours, abandonnant de nouveau Hannah pour son ami. 

## Un film culte
Qualifié d'anti-western et renié par la société de production Universal, le film fut retiré de l'affiche au bout d'une semaine d'exploitation. La chaine de télévision NBC en diffusa une version tronquée puis le film tomba dans les oubliettes. C'est seulement en 2001, grâce notamment à l'intervention de Martin Scorsese, qu'une version restaurée put sortir en salles puis en DVD, imposant le film comme un film culte représentatif de la contre-culture américaine des années 1970, dont Peter Fonda fut l'un des porte-drapeaux. Les westerns de  Clint Eastwood, et en particulier Pale Rider et Impitoyable, témoignent de l'influence de L'Homme sans frontières.

## Fiche technique
- Titre original : The Hired Hand
- Réalisation  : Peter Fonda
- Scénario : Alan Sharp
- Durée : 90 minutes
- Musique : Bruce Langhorne
- Image : Vilmos Zsigmond
- Montage : Frank Mazzola
- Lieu de tournage : Nouveau-Mexique
- Date de sortie : 11 août 1971

## Distribution
- Peter Fonda : Harry Collings
- Warren Oates : Arch Harris
- Verna Bloom : Hannah Collings
- Ann Doran : Mrs. Sorenson

## Autour du film
- C'est le premier long métrage de fiction dont le chef-opérateur Vilmos Zsigmond signe la photo.
- C'est aussi le second film dont Bruce Langhorne compose la musique.